# Alfonso Moltó Puertas
Alfonso Moltó Puertas (Barxeta, 15 d'abril de 1992) és un raspaller professional en la posició de rest.
Moltó es va formar en l'equip d'Alcàntera de Xúquer i participà en els JECV junt amb altres figures com Sanchis de Montesa; en l'època de tecnificació guanyà els campionats sub-23 en equip (2010) i individual (2011); el 2013, amb vint anys i ja com a professional, fon subcampió de la Lliga Professional de Raspall i aplegà per primera vegada a semifinals de l'Individual.
En la temporada del 2015 de pilota valenciana guanyà el seu primer Campionat Individual de Raspall després de batre a Waldo Vila, la gran figura de la modalitat que portava setze anys sense perdre una partida en el campionat. El 2016 es tornà a imposar en l'Individual, una edició en la qual només el jove Ian de Senyera, en semifinals, va ser capaç de fer-li un joc;
l'any següent, disputà la final contra Ian i, contra pronòstic, perdé 25 per 15; en acabant, li donà la seua camiseta roja en reconeixement.
El 2017 es propongué guanyar la Lliga Professional de Raspall, l'únic títol principal que se li resistia, per la qual cosa es preparà amb l'ajut de l'experta en cinesiologia emocional Carmen Cucó per a «entrenar la ment i identificar els obstacles que el bloquen».
El mateix estiu guanyà la Copa Diputació de Raspall amb Dorín contra Sanchis i Marrahí, 25 per 10: en la final, disputada en Castelló de Rugat, Moltó fon molt superior, gràcies a la seua treta.
Eixe any també disputà el Trofeu President de la Diputació de València de frontó junt amb Adrián II.

## Palmarés
| A.   | campionat                          |           | observacions              |
| ---- | ---------------------------------- | --------- | ------------------------- |
| 2021 | XXXV Individual CaixaBank          | subcampió | contra Tonet IV           |
| 2020 | XXXIV Individual de Raspall        | subcampió | contra Tonet IV           |
| 2019 | XXXIII Individual de Raspall       | campió    | contra Marrahí            |
| 2018 | XXXII Individual de Raspall        | campió    | contra Marrahí            |
| 2016 | XXX Individual de Raspall          | campió    | contra Sergio del Genovés |
| 2015 | XXIX Individual de Raspall         | campió    | contra Waldo d'Oliva      |
| 2017 | XXXI Individual de Raspall         | subcampió | contra Ian de Senyera     |
| 2017 | XXIV Lliga Professional de Raspall | campió    | amb Brisca d'Oliva        |
| 2018 | XXV Lliga Professional de Raspall  | subcampió | amb Tonet IV i Lorja      |
| 2017 | III Copa de Raspall                | campió    | amb Dorín                 |
| 2013 | XX Lliga Professional de Raspall   | subcampió |                           |
| 2022 | 1r Trofeu Xeraco — Mas y Mas       | campió    | amb Canari                |

## Audiovisual
- Entrevista amb Alfonso Moltó immediatament posterior a la seua victòria al XXX Individual. Colp a Colp, Xarxa d'Emissores Municipals Valencianes.